# 続・荒野の七人
『続・荒野の七人』（ぞく・こうやのしちにん、原題: Return of the Seven）は、1966年公開のアメリカ合衆国の西部劇映画。
黒澤明監督の日本映画『七人の侍』（1954年）をリメイクして大ヒットした『荒野の七人』の続編である。前回の戦いから10年後の物語。この作品の後、さらに第3作『新・荒野の七人 馬上の決闘』（1969年）、第4作『荒野の七人・真昼の決闘』（1972年）まで続編が制作された。
リーダーのクリスは、本作までユル・ブリンナーが演じている。

## ストーリー
メキシコのイズトラカン村で、かつて村人と7人のガンマンが団結して野盗のカルベラ一味を倒した激闘から10年。村は突如としてロルカ率いる一団に襲われ、村の男は皆、どこかへと連れ去られてしまう事件が連続していた。7人の1人で、村に残り農婦ペトラと結婚したチコは、「二度と使わない」と封印していた拳銃を再び手にして立ち向かうが、奮戦の甲斐なく負傷し村の男たちと一緒に連れ去られてしまう。ペトラは、町でかつてカルヴェラ一味から村を救ってくれたガンマンのリーダー、クリスを探し出し、夫のチコを含めた村人の救出を依頼する。ペトラと結婚して銃を捨てながらも、村人のために再び立ち上がった昔の仲間チコのため、クリスはヴィンと共に新たな仲間を集めイズトラカン村に向かう。
イズトラカン村を出発して砂漠の中を探し回ったクリスたち7人は、やがて砂漠の中にある建設途中の村でチコと再会する。チコはイズトラカン村や近隣の村から連れ去られた200人の村人と共に大地主ロルカの命令で教会建設のために強制労働を強いられていた。クリスはロルカ一味を追い払い、闘いに備えて村に留まる。翌日、ロルカ一味は村人を取り戻しに襲いかかって来るが、クリスたちとの銃撃戦の末に撤退し、続けて行った二度目の攻撃も失敗する。怒りの収まらないロルカは、ロペスの制止を無視して農場の働き手を全員援軍に呼ぶように命令する。
その日の夜、単身偵察に向かったフランクから300～400人の援軍が到着することを聞かされたクリスは、援軍が到着する前に決着を付けるため、翌朝ロルカ一味に奇襲を仕掛ける。しかし、奇襲の途中でロペスの率いる援軍が到着したため、クリスたちは村に引き返す。ロルカ一味は村に殺到するが、それまでロルカ一味に怯えるだけだった村人たちがダイナマイトを手に立ち上がりクリスたちに加勢する。激しい銃撃戦の末、クリスはフランクの命と引き換えにロルカを倒し、彼を失ったロペスは仲間を連れて撤退していく。決着が付いた後、チコは三つの村の人々と共に同地に新しい村を作ることを決め、自分たちの力で自由を勝ち取った村人たちの姿を見届けたクリスとヴィンはチコと別れ、荒野に去っていく。

## 登場人物
クリス・アダムス
演 - ユル・ブリンナー
7人のリーダーで、冷静沈着。何事にも動じない強い意志を持っている。
前作と異なり、本作では自分の友情の行動のため、無報酬どころか身銭を切って仲間集めを行なうことになる。
敵のリーダーのロルカとは、かつて命を狙いながらも失敗し、なおかつ命を助けられたという因縁がある。
ヴィン
演 - ロバート・フラー
7人のサブリーダー格で、クリス、チコとはかつて同じ村を守った仲間。クリスを懐かしんで町で再会したときに、ペトラの依頼を受けることになる。
時に否定的な発言をしながらも、クリスの心情を理解する腹心として活躍する。
チコ
演 - ジュリアン・マテオス
ガンマンをやめて農民としてペトラと暮らしていたが、ロルカの一味に襲われ、一度は捨てた銃を取り出して戦う。しかし、他の村人たちとともに「悪魔の背骨」に連れ去られる。
絶えず虐げられる農民の暮らしに嫌気が差し、戦いのさなか、またガンマンへ戻ると愚痴をこぼすが……。
コルビー
演 - ウォーレン・オーツ
女好きで痴話騒動ばかり起こしている。ユーモラスで口数も多く、仲間を思いやる心優しい面を持つ。撃ち合いは好まないが、「男がいない村」に惹かれ、クリスの誘いを受ける。
かつて意気がっていた頃にクリスと共に戦うことがあり、彼に尻を叩かれて「男になれた」といういきさつがある。
フランク
演 - クロード・エイキンス
コマンチに襲われた時に妻をその手で撃った過去を持ち、それ以降やけになって死に場所を求めている。投獄されていた時にクリスの誘いを受ける。
戦いのさなか単身敵陣に偵察に乗り込み、さらに増援の来ることを知る。
ルイス
演 - ヴィルジリオ・テクセイラ
無法者。牢獄で翌日の縛り首を待つ晩に、クリスの誘いを受けた。悪名を国中に轟かそうと犯罪を重ねていたが、クリスの誘いを思いもかけぬ贖罪のきっかけとして、逃げ出しもせずに村人救出の仲間に加わる。
マニュエル
演 - ジョーダン・クリストファー
メキシコ人の、身よりも故郷もない若者。町でクリスの男気に触れ、自らクリスの仲間に加わる。銃も不慣れで、クリスは戦力としてあまり計算していなかったが、縁起の良い7人目として仲間に入れる。
この戦いで初めて故郷と仲間ができたと喜んでいたが、ロルカに奇襲をかける時は村人とともに残される。
ロルカ
演 - エミリオ・フェルナンデス
60人近い手下を率いて3つの村を襲った一団の首領。大農場主でもあり、メキシコ独立戦争で義勇兵を率いて戦ったと思われる。2人の息子を含む200名が犠牲になった戦いでの戦士の慰霊のため、その地に教会を建てようとしている。しかし、戦いのときに怯えるだけだった村人に対しては、兵士を見殺しにしたと恨みを持ち、彼らを奴隷のように酷使して教会の建設に働かせている。
ロルカの息子は父親の期待に沿うことができず、クリスを雇って父親を殺そうとしたが失敗、ロルカはクリスを殺さずに放免したという過去がある。
ロペス
演 - ロドルフォ・アコスタ
ロルカの腹心。ロルカの行き過ぎをたびたびたしなめるが､聞き入れてはもらえない。最後にロルカが撃たれると、攻撃をやめて残りの部下を連れて農園に引き上げる。
ペトラ
演 - エリザ・モンテス
イズトラカン村の農婦。前回の戦いでチコと惹かれあい、村に残ったチコと結ばれた。村人と夫の救出を頼むためにクリスを探し出す。
神父
演 - フェルナンド・レイ
息子と部下を失って憔悴していたロルカに教会の建設を提案し、その結果多くの無関係な農民を苦しめることとなってしまう。戦いの中で、失いかけていた自信を取り戻していく。

## キャスト
| 役名             | 俳優                       | 日本語吹替                    | 日本語吹替                         |
| 役名             | 俳優                       | NETテレビ版                   | TBS版                              |
| ---------------- | -------------------------- | ----------------------------- | ---------------------------------- |
| クリス・アダムス | ユル・ブリンナー           | 小林修                        | 小林修                             |
| ヴィン           | ロバート・フラー           | 内海賢二                      | 山田康雄                           |
| チコ             | ジュリアン・マテオス       |                               | 曽我部和恭                         |
| コルビー         | ウォーレン・オーツ         | 青野武                        | 木原正二郎                         |
| フランク         | クロード・エイキンス       | 雨森雅司                      | 渡部猛                             |
| ルイス           | ヴィルジリオ・テクセイラ   |                               | 伊武雅之                           |
| マニュエル       | ジョーダン・クリストファー |                               | 村山明                             |
| ロルカ           | エミリオ・フェルナンデス   |                               | 雨森雅司                           |
| ロペス           | ロドルフォ・アコスタ       |                               | 若本紀昭                           |
| ペトラ           | エリザ・モンテス           |                               | 小宮和枝                           |
| 神父             | フェルナンド・レイ         |                               | 吉沢久嘉                           |
| 看守             | リカルド・パラシオス       |                               | 緒方賢一                           |
| その他           | N/A                        | 徳丸完                        | 沢りつお 鈴木れい子 藤城裕士       |
| 日本語版スタッフ |                            |                               |                                    |
| 演出             | 演出                       |                               | 佐藤敏夫                           |
| 翻訳             | 翻訳                       |                               | 飯嶋永昭                           |
| 効果             | 効果                       |                               | TFC                                |
| 調整             |                            |                               |                                    |
| 制作             | 制作                       |                               | 東北新社                           |
| 解説             | 解説                       |                               | 荻昌弘                             |
| 初回放送         | 初回放送                   | 1974年5月4日 『土曜映画劇場』 | 1976年5月31日 『月曜ロードショー』 |

## 評価
本作の興行収入は160万ドルと前作の半分程度であり、『バラエティ』は『満足のいくものではなかった」と否定的な評価をしている。1969年からレンタルが開始され、130万ドルの収益を上げている。